# Campeonato Brasileiro Série A 1992
Il Campeonato Brasileiro Série A 1992 (in italiano Campionato Brasiliano Serie A 1992) è stato la 22ª edizione del massimo campionato brasiliano di calcio.

## Formula
Primo turno: ciascuna delle 20 squadre affronta una volta tutti gli altri club. Si qualificano al secondo turno le prime 8 classificate.

Non sono previste retrocessioni in quanto l'anno successivo la CBF ha deciso di organizzare un unico torneo nazionale con 32 partecipanti.
Secondo turno: 8 squadre divise in 2 gruppi di 4 club ciascuno. Ciascuna squadra affronta in partite di andata e ritorno tutte le componenti del proprio girone. Si qualificano alla finale i vincitori dei due gironi.
Finale: gara in partita di andata e ritorno. In caso di parità è considerata vincitrice la squadra che ha ottenuto il miglior risultato nei turni precedenti.

## Squadre partecipanti
| Squadra          | Città             | Stato             | Stagione 1991            |
| ---------------- | ----------------- | ----------------- | ------------------------ |
| Atlético Mineiro | Belo Horizonte    | Minas Gerais      | Semifinale della Série A |
| Athl. Paranaense | Curitiba          | Paraná            | 17° in Série A           |
| Bahia            | Salvador          | Bahia             | 13° in Série A           |
| Botafogo         | Rio de Janeiro    | Rio de Janeiro    | 12° in Série A           |
| Bragantino       | Bragança Paulista | San Paolo         | Finalista della Série A  |
| Corinthians      | San Paolo         | San Paolo         | 5° in Série A            |
| Cruzeiro         | Belo Horizonte    | Minas Gerais      | 16° in Série A           |
| Flamengo         | Rio de Janeiro    | Rio de Janeiro    | 9° in Série A            |
| Fluminense       | Rio de Janeiro    | Rio de Janeiro    | Semifinale della Série A |
| Goiás            | Goiânia           | Goiás             | 15° in Série A           |
| Guarani          | Campinas          | San Paolo         | 2° nella Segunda Divisão |
| Internacional    | Porto Alegre      | Rio Grande do Sul | 7° in Série A            |
| Náutico          | Recife            | Pernambuco        | 14° in Série A           |
| Palmeiras        | San Paolo         | San Paolo         | 6° in Série A            |
| Paysandu         | Belém             | Pará              | 1° nella Segunda Divisão |
| Portuguesa       | San Paolo         | San Paolo         | 10° in Série A           |
| San Paolo        | San Paolo         | San Paolo         | Vincitore della Série A  |
| Santos           | Santos            | San Paolo         | 8° in Série A            |
| Sport Recife     | Recife            | Pernambuco        | 18° in Série A           |
| Vasco da Gama    | Rio de Janeiro    | Rio de Janeiro    | 11° in Série A           |

## Primo turno

### Risultati
| Casa/Trasferta | AT-MG | AT-PR | BAH | BOT | BRA | COR | CRU | FLA | FLU | GOI | GUA | INT | NÁU | PAL | PAY | POR | SPA | SAN | SPO | VAS |
| -------------- | ----- | ----- | --- | --- | --- | --- | --- | --- | --- | --- | --- | --- | --- | --- | --- | --- | --- | --- | --- | --- |
| Atlético-MG    |       | 2-3   | 1-0 | 0-2 | 2-1 | 0-1 | 2-0 | 1-1 |     |     |     |     |     |     | 0-0 | 1-0 |     |     |     | 0-4 |
| Atlético-PR    |       |       |     |     |     | 0-1 |     |     | 1-0 | 2-0 | 1-1 |     | 0-0 |     | 3-2 | 0-2 |     |     | 1-1 | 0-2 |
| Bahia          |       | 2-3   |     |     |     | 0-2 |     | 1-1 |     | 1-1 | 0-0 |     | 3-0 | 0-1 | 4-0 | 2-1 |     | 0-2 |     |     |
| Botafogo       |       | 3-1   | 3-1 |     | 0-2 | 2-4 |     | 2-2 |     |     |     |     | 3-2 | 2-0 |     |     |     | 2-0 |     | 1-2 |
| Bragantino     |       | 1-1   | 0-0 |     |     | 1-1 |     |     |     | 2-0 |     |     | 1-0 | 1-0 | 3-1 |     | 0-0 |     | 0-0 | 0-0 |
| Corinthians    |       |       |     |     |     |     | 0-0 | 1-3 | 1-0 |     |     | 1-1 | 2-0 |     |     |     |     | 1-1 | 0-0 | 1-4 |
| Cruzeiro       |       | 4-0   | 1-1 | 1-1 | 3-0 |     |     |     |     | 2-0 | 2-0 |     | 0-0 |     |     | 1-1 | 0-2 |     |     |     |
| Flamengo       |       | 2-0   |     |     | 0-1 |     | 1-2 |     |     | 3-1 |     | 2-0 |     |     | 4-1 |     | 3-2 |     | 1-2 |     |
| Fluminense     | 1-0   |       | 2-1 | 1-2 | 3-0 |     | 1-1 | 1-1 |     |     | 0-0 |     |     |     | 1-0 |     |     | 4-0 | 1-1 |     |
| Goiás          | 0-0   |       |     |     |     | 4-2 |     |     | 2-2 |     |     | 1-2 | 4-2 |     |     | 1-1 | 1-1 | 1-0 |     |     |
| Guarani        | 0-1   |       |     | 2-1 | 2-0 | 1-0 |     | 1-3 |     | 0-0 |     | 1-0 |     | 1-0 |     |     |     |     | 1-3 |     |
| Internacional  | 2-0   | 1-1   | 1-1 | 0-2 | 0-1 |     | 2-0 |     | 1-0 |     |     |     |     | 4-1 |     |     | 1-0 |     | 0-0 |     |
| Náutico        | 0-4   |       |     |     |     |     |     | 0-0 | 1-1 |     | 2-0 | 2-2 |     | 1-0 |     |     |     | 0-2 | 0-0 | 1-1 |
| Palmeiras      | 1-1   | 1-0   |     |     |     | 1-2 | 1-0 | 1-2 | 3-0 | 3-0 |     |     |     |     |     |     |     | 1-1 |     | 1-2 |
| Paysandu       |       |       |     | 0-2 |     | 1-2 | 1-0 |     |     | 2-1 | 3-0 | 0-1 |     | 0-0 |     | 3-2 | 3-0 |     |     |     |
| Portuguesa     |       |       |     | 1-3 | 0-1 | 3-2 |     | 1-1 | 2-2 |     | 1-2 | 1-1 | 3-1 | 0-2 |     |     |     |     |     | 1-1 |
| San Paolo      | 2-0   |       | 2-1 | 3-0 |     | 0-0 |     |     | 1-0 |     | 0-1 |     | 2-0 | 0-4 |     | 0-1 |     |     |     | 1-0 |
| Santos         | 0-0   | 2-2   |     |     | 0-1 |     | 1-2 | 2-0 |     |     | 1-0 | 4-0 |     |     | 2-1 | 2-0 | 1-1 |     |     |     |
| Sport          | 0-0   |       | 0-1 | 1-0 |     |     | 0-0 |     |     |     |     |     |     | 0-2 | 3-0 | 0-0 | 0-0 | 2-2 |     |     |
| Vasco da Gama  |       |       | 3-1 |     |     |     | 0-1 | 4-2 | 1-1 | 1-1 | 1-2 | 2-0 |     |     | 2-0 |     |     | 0-0 | 1-0 |     |

### Classifica
| Pos. | Squadra          | Pt | G  | V  | N  | P  | GF | GS | DR  |
| ---- | ---------------- | -- | -- | -- | -- | -- | -- | -- | --- |
| 1    | Vasco da Gama    | 26 | 19 | 10 | 6  | 3  | 31 | 14 | +17 |
| 2    | Botafogo         | 24 | 19 | 11 | 2  | 6  | 37 | 23 | +14 |
| 3    | Bragantino       | 24 | 19 | 9  | 6  | 4  | 16 | 13 | +3  |
| 4    | Flamengo         | 22 | 19 | 8  | 6  | 5  | 32 | 24 | +8  |
| 5    | Corinthians      | 22 | 19 | 8  | 6  | 5  | 24 | 22 | +2  |
| 6    | San Paolo        | 21 | 19 | 8  | 5  | 6  | 22 | 16 | +6  |
| 7    | Cruzeiro         | 21 | 19 | 7  | 7  | 5  | 20 | 14 | +6  |
| 8    | Santos           | 21 | 19 | 7  | 7  | 5  | 23 | 18 | +5  |
| 9    | Guarani          | 20 | 19 | 8  | 4  | 7  | 15 | 19 | -4  |
| 10   | Internacional    | 20 | 19 | 7  | 6  | 6  | 19 | 20 | -1  |
| 11   | Palmeiras        | 19 | 19 | 8  | 3  | 8  | 23 | 17 | +6  |
| 12   | Sport Recife     | 19 | 19 | 4  | 11 | 4  | 15 | 15 | 0   |
| 13   | Atlético Mineiro | 18 | 19 | 6  | 6  | 7  | 15 | 18 | -3  |
| 14   | Fluminense       | 18 | 19 | 5  | 8  | 6  | 21 | 19 | +2  |
| 15   | Athl. Paranaense | 16 | 19 | 5  | 6  | 8  | 19 | 32 | -13 |
| 16   | Portuguesa       | 15 | 19 | 4  | 7  | 8  | 21 | 26 | -5  |
| 17   | Goiás            | 15 | 19 | 4  | 7  | 8  | 23 | 34 | -11 |
| 18   | Bahia            | 14 | 19 | 4  | 6  | 9  | 20 | 24 | -4  |
| 19   | Náutico          | 13 | 19 | 3  | 7  | 9  | 17 | 29 | -12 |
| 20   | Paysandu         | 12 | 19 | 5  | 2  | 12 | 19 | 35 | -16 |

### Verdetti
- Vasco da Gama, Botafogo, Bragantino, Flamengo, Corinthians, San Paolo, Cruzeiro e Santos qualificati per il secondo turno.

## Secondo turno

### Gruppo 1

#### Risultati
| 1ª giornata      | 1ª giornata      | 1ª giornata | 1ª giornata     | 1ª giornata     |
| 7 e 14 giu. 1992 | 7 e 14 giu. 1992 |             | 5 e 4 lug. 1992 | 5 e 4 lug. 1992 |
| ---------------- | ---------------- | ----------- | --------------- | --------------- |
| 3-3              | Vasco da Gama    | -           | Santos          | 1-1             |
| 1-0              | Flamengo         | -           | San Paolo       | 0-2             |

| 2ª giornata       | 2ª giornata       | 2ª giornata       | 2ª giornata   | 2ª giornata |
| 20 e 21 giu. 1992 | 20 e 21 giu. 1992 | 20 e 21 giu. 1992 | 8 lug. 1992   | 8 lug. 1992 |
| ----------------- | ----------------- | ----------------- | ------------- | ----------- |
| 1-0               | Santos            | -                 | Flamengo      | 1-3         |
| 2-2               | San Paolo         | -                 | Vasco da Gama | 0-3         |

| 3ª giornata       | 3ª giornata       | 3ª giornata       | 3ª giornata   | 3ª giornata  |
| 27 e 28 giu. 1992 | 27 e 28 giu. 1992 | 27 e 28 giu. 1992 | 1º lug. 1992  | 1º lug. 1992 |
| ----------------- | ----------------- | ----------------- | ------------- | ------------ |
| 1-1               | Santos            | -                 | San Paolo     | 0-1          |
| 1-1               | Flamengo          | -                 | Vasco da Gama | 2-0          |

#### Classifica
| Pos. | Squadra       | Pt | G | V | N | P | GF | GS | DR |
| ---- | ------------- | -- | - | - | - | - | -- | -- | -- |
| 1    | Flamengo      | 7  | 6 | 3 | 1 | 2 | 7  | 5  | +2 |
| 2    | Vasco da Gama | 6  | 6 | 1 | 4 | 1 | 10 | 9  | +1 |
| 3    | San Paolo     | 6  | 6 | 2 | 2 | 2 | 6  | 7  | -1 |
| 4    | Santos        | 5  | 6 | 1 | 3 | 2 | 7  | 9  | -2 |

#### Verdetti
- Flamengo qualificato per la finale.

### Gruppo 2

#### Risultati
| 1ª giornata     | 1ª giornata     | 1ª giornata | 1ª giornata     | 1ª giornata     |
| 6 e 7 giu. 1992 | 6 e 7 giu. 1992 |             | 4 e 5 lug. 1992 | 4 e 5 lug. 1992 |
| --------------- | --------------- | ----------- | --------------- | --------------- |
| 2-1             | Botafogo        | -           | Cruzeiro        | 2-1             |
| 2-1             | Bragantino      | -           | Corinthians     | 1-1             |

| 2ª giornata  | 2ª giornata  | 2ª giornata | 2ª giornata | 2ª giornata |
| 13 giu. 1992 | 13 giu. 1992 |             | 9 lug. 1992 | 9 lug. 1992 |
| ------------ | ------------ | ----------- | ----------- | ----------- |
| 0-1          | Corinthians  | -           | Botafogo    | 0-1         |
| 1-0          | Cruzeiro     | -           | Bragantino  | 0-1         |

| 3ª giornata       | 3ª giornata       | 3ª giornata | 3ª giornata       | 3ª giornata       |
| 20 e 21 giu. 1992 | 20 e 21 giu. 1992 |             | 28 e 27 giu. 1992 | 28 e 27 giu. 1992 |
| ----------------- | ----------------- | ----------- | ----------------- | ----------------- |
| 1-3               | Cruzeiro          | -           | Corinthians       | 1-3               |
| 1-1               | Bragantino        | -           | Botafogo          | 1-0               |

#### Classifica
| Pos. | Squadra     | Pt | G | V | N | P | GF | GS | DR |
| ---- | ----------- | -- | - | - | - | - | -- | -- | -- |
| 1    | Botafogo    | 9  | 6 | 4 | 1 | 1 | 7  | 4  | +3 |
| 2    | Bragantino  | 8  | 6 | 3 | 2 | 1 | 6  | 4  | +2 |
| 3    | Corinthians | 5  | 6 | 2 | 1 | 3 | 8  | 7  | +1 |
| 4    | Cruzeiro    | 2  | 6 | 1 | 0 | 5 | 5  | 11 | -6 |

#### Verdetti
- Botafogo qualificato per la finale.

## Finale

### Andata
| Arbitro: | Wright |

| |            | |
| Júnior 15’ Nélio 34’ Gaúcho 38’ | Marcatori  | |
| · Gilmar P · Fabinho D · Júnior Baiano D · Wilson Gottardo D · Piá Carioca D · Júnior C · Uidemar C · Zinho C · Júlio César A · Gaúcho A · Nélio A · Paulo Nunes A · Marcelinho Carioca C | Formazioni | · P Ricardo Cruz · D Odemilson · D Renê · D Márcio Santos · D Válber · C Carlos Alberto Santos · C Pingo · C Carlos Alberto Dias · A Renato Gaúcho · A Valdeir · A Pichetti |
| Carlinhos | Allenatori | Gil |

### Ritorno
| Arbitro: | Wright |

| |            | |
| Pichetti 83’ Valdeir 88’ (rig.) | Marcatori  | 42’ Júnior 55’ Júlio César |
| · Ricardo Cruz P · Odemilson D · Renê D · Márcio Santos D · Válber D · Carlos Alberto Santos C · Pingo C · Carlos Alberto Dias C · Vivinho A · Jefferson A · Chicão A · Pichetti A · Valdeir A | Formazioni | · P Gilmar · D Charles Guerreiro · D Gélson Baresi · D Wilson Gottardo · D Piá Carioca · C Fabinho · D Mauro · C Júnior · C Uidemar · A Júlio César · A Gaúcho · C Djalminha · A Zinho |
| Gil | Allenatori | Carlinhos |

### Verdetti
- Flamengo campione del Brasile 1992 e qualificato per la Coppa Libertadores 1993.

## Classifica marcatori
| Pos. | Giocatore        | Squadra       | Gol |
| ---- | ---------------- | ------------- | --- |
| 1    | Bebeto           | Vasco da Gama | 18  |
| 2    | Chicão           | Botafogo      | 12  |
| 2    | Paulinho McLaren | Santos        | 12  |
| 4    | Nílson           | Portuguesa    | 10  |
| 4    | Túlio            | Goiás         | 10  |
| 6    | Júnior           | Flamengo      | 9   |
| 6    | Valdeir          | Botafogo      | 9   |
| 8    | Edmundo          | Vasco da Gama | 8   |
| 8    | Gaúcho           | Flamengo      | 8   |
| 8    | Marcelo Ramos    | Bahia         | 8   |
| 8    | Neto             | Corinthians   | 8   |
| 8    | Viola            | Corinthians   | 8   |